# Bezirkskrankenhaus Lohr
Das Krankenhaus für Psychiatrie, Psychotherapie und Psychosomatische Medizin, oder kurz Bezirkskrankenhaus Lohr (BKH Lohr), ist eine psychiatrische Fachklinik in Lohr am Main.

## Aufgaben
In der Klinik für Psychiatrie, Psychotherapie und Psychosomatische Medizin in Lohr am Main werden jährlich mehr als 20.000 Patientinnen und Patienten mit seelischen Problemen oder Suchterkrankungen behandelt. Hierfür stehen stationär 299 Betten und teilstationär 67 tagesklinische Plätze zur Verfügung. Für die Behandlung stehen 14 spezialisierte Bereiche zur Verfügung. Die Institutsambulanz betreut über 4.000 Patientinnen und Patienten im Quartal. Der Träger des Krankenhauses ist der Bezirk Unterfranken.
Das Einzugsgebiet ist das westliche Unterfranken mit der Stadt und dem Landkreis Würzburg, der Stadt und dem Landkreis Aschaffenburg sowie den Landkreisen Main-Spessart und Miltenberg.
Das Sozialzentrum am Rosensee in Aschaffenburg hat 8 Betten in der Krisenstation, und es stehen 40 tagesklinische Plätze zur Verfügung. Neben Lohr und der Außenstelle Aschaffenburg gibt es noch in Alzenau und Miltenberg Psychiatrische Institutsambulanzen (PIA) zur ambulanten Behandlung.

## Krankenhausleitung
Die Leitung des Krankenhauses ist dreigeteilt. Krankenhausdirektor ist Bernd Ruß, Pflegedirektorin ist Marianne Schaffarczik; Ärztlicher Direktor seit 2011 ist Dominikus Bönsch.

## Geschichte
Die Klinik in Lohr wurde in den Jahren 1910 bis 1912 auf der grünen Wiese – quasi als weiterer Stadtteil der Kleinstadt Lohr am Main – als eine Heil- und Pflegeanstalt für ca. 500 Patienten im Pavillonstil gebaut und liegt etwas abseits der Kleinstadt. Idyllisch zwischen Maintal und den Höhen des Spessarts eingebettet.
Der Langzeitpflegebereich wurde 1986 bzw. 1996 (Inkrafttreten des Pflegeversicherungsgesetzes) ausgegliedert und organisatorisch in zwei Heimen verselbstständigt, nämlich das Kilian-Hofmann-Haus und das Dietrich-Bonhoeffer-Haus.
1995 wurde der erste Bauabschnitt Rupert-Mayer-Klinik für forensische Psychiatrie fertiggestellt.
Im November 1996 wurde ergänzend in Aschaffenburg das Sozialzentrum am Rosensee mit seinen beiden Tageskliniken (allgemeinpsychiatrisch, gerontopsychiatrisch) und der Kriseninterventionsstation eröffnet.
In Lohr wurde in der Zeit des Dritten Reiches Patientenmorde durchgeführt. Der Arzt Raoul Posamentier publizierte 1999 die Ergebnisse seiner Auswertung der Unterlagen.
Der erste Leiter des Bezirkskrankenhauses nach dem Krieg in den Jahren von 1945 bis 1956 war Kilian Hofmann.

## Berufsfachschule für Pflege
Auf dem Gelände des Bezirkskrankenhauses befindet sich die Berufsfachschule für Pflege des Bezirks Unterfranken.

## Belege
1. ↑  Johannes Ungemach: Lohr: Bezirkskrankenhaus: Wahlfranke wird neuer Chef. In: mainpost.de. 28. Februar 2011, abgerufen am 23. Juli 2021.
2. ↑  http://www.main-echo.de/regional/kreis-main-spessart/art3993,3200267
3. ↑  Archivierte Kopie (Memento des Originals vom 19. August 2017 im Internet Archive)  Info: Der Archivlink wurde automatisch eingesetzt und noch nicht geprüft. Bitte prüfe Original- und Archivlink gemäß Anleitung und entferne dann diesen Hinweis.